# Tottenham Hotspur Football Club 2025-2026
Questa voce raccoglie le informazioni riguardanti il Tottenham Hotspur Football Club nelle competizioni ufficiali della stagione 2025-2026.

## Stagione
Nonostante la vittoria in Europa League nella passata stagione, l'allenatore Ange Postecoglou viene sollevato dall'incarico, complice soprattutto un deludente piazzamento in campionato (17⁰ posto), a ridosso della zona retrocessione. Al suo posto, la panchina londinese viene affidata al danese Thomas Frank, tecnico del Brentford per sette stagioni di fila. 
Tra le novità di questa stagione, gli acquisti dell'esterno Mohammed Kudus dal West Ham Utd per £55 milioni, del giovane difensore giapponese Kōta Takai, prelevato dal Kawasaki Frontale, e del centrocampista João Palhinha in prestito dal Bayern Monaco. Saluta Londra invece dopo dieci anni il capitano Son Heung-min, tra i protagonisti della storia recente del club. Viene quindi nominato come nuovo capitano Cristian Romero.

## Maglie e sponsor
Il fornitore tecnico per la stagione 2025-2026 è Nike, mentre lo sponsor ufficiale è AIA.
| Casa |  | Trasferta |

## Rosa
Rosa, numerazione e ruoli, tratti dal sito ufficiale, sono aggiornati al 15 agosto 2025.
| N. |                        | Ruolo | Calciatore                 |
| -- | ---------------------- | ----- | -------------------------- |
| 1  | Italia (bandiera)      | P     | Guglielmo Vicario          |
| 3  | Romania (bandiera)     | D     | Radu Drăgușin              |
| 4  | Austria (bandiera)     | D     | Kevin Danso                |
| 6  | Portogallo (bandiera)  | C     | João Palhinha              |
| 8  | Mali (bandiera)        | C     | Yves Bissouma              |
| 9  | Brasile (bandiera)     | A     | Richarlison                |
| 10 | Inghilterra (bandiera) | C     | James Maddison             |
| 11 | Francia (bandiera)     | A     | Mathys Tel                 |
| 13 | Italia (bandiera)      | D     | Destiny Udogie             |
| 14 | Inghilterra (bandiera) | C     | Archie Gray                |
| 15 | Svezia (bandiera)      | C     | Lucas Bergvall             |
| 16 | Croazia (bandiera)     | D     | Luka Vušković              |
| 17 | Argentina (bandiera)   | D     | Cristian Romero (capitano) |
| 19 | Inghilterra (bandiera) | A     | Dominic Solanke            |
| 20 | Ghana (bandiera)       | A     | Mohammed Kudus             |

| N. |                        | Ruolo | Calciatore        |
| -- | ---------------------- | ----- | ----------------- |
| 21 | Svezia (bandiera)      | C     | Dejan Kulusevski  |
| 22 | Galles (bandiera)      | A     | Brennan Johnson   |
| 23 | Spagna (bandiera)      | D     | Pedro Porro       |
| 24 | Inghilterra (bandiera) | D     | Djed Spence       |
| 25 | Giappone (bandiera)    | D     | Kōta Takai        |
| 27 | Israele (bandiera)     | A     | Manor Solomon     |
| 28 | Francia (bandiera)     | A     | Wilson Odobert    |
| 29 | Senegal (bandiera)     | C     | Pape Matar Sarr   |
| 30 | Uruguay (bandiera)     | C     | Rodrigo Bentancur |
| 31 | Rep. Ceca (bandiera)   | P     | Antonín Kinský    |
| 33 | Galles (bandiera)      | D     | Ben Davies        |
| 37 | Paesi Bassi (bandiera) | D     | Micky van de Ven  |
| 40 | Inghilterra (bandiera) | P     | Brandon Austin    |
| 44 | Inghilterra (bandiera) | A     | Dane Scarlett     |
| 46 | Inghilterra (bandiera) | P     | Luca Gunter       |
|    | Spagna (bandiera)      | A     | Bryan Gil         |

## Calciomercato

### Sessione estiva
| Acquisti         | Acquisti              | Acquisti            | Acquisti                    |
| R.               | Nome                  | da                  | Modalità                    |
| ---------------- | --------------------- | ------------------- | --------------------------- |
| A                | Mohammed Kudus        | West Ham Utd        | definitivo (63,8 milioni €) |
| A                | Mathys Tel            | Bayern Monaco       | definitivo (35 milioni €)   |
| C                | João Palhinha         | Bayern Monaco       | prestito                    |
| D                | Kevin Danso           | Lens                | definitivo (25 milioni €)   |
| D                | Luka Vušković         | Hajduk Spalato      | definitivo (11 milioni €)   |
| D                | Kōta Takai            | Kawasaki Frontale   | definitivo (5,8 milioni €)  |
| Altre operazioni |                       |                     |                             |
| R.               | Nome                  | da                  | Modalità                    |
| C                | Pierre-Emile Højbjerg | Olympique Marsiglia | fine prestito               |
| A                | Bryan Gil             | Girona              | fine prestito               |
| A                | Manor Solomon         | Leeds Utd           | fine prestito               |
| A                | Alejo Véliz           | Espanyol            | fine prestito               |
| C                | Alfie Devine          | Westerlo            | fine prestito               |
| A                | Yang Min-hyeok        | QPR                 | fine prestito               |
| A                | Ashley Phillips       | Hajduk Spalato      | fine prestito               |

| Cessioni         | Cessioni              | Cessioni            | Cessioni                     |
| R.               | Nome                  | a                   | Modalità                     |
| ---------------- | --------------------- | ------------------- | ---------------------------- |
| C                | Pierre-Emile Højbjerg | Olympique Marsiglia | definitivo (13,55 milioni €) |
| A                | Alejo Véliz           | Rosario Central     | prestito                     |
| A                | Mikey Moore           | Rangers             | prestito                     |
| A                | Son Heung-min         | Los Angeles FC      | definitivo (22 milioni €)    |
| A                | Yang Min-hyeok        | Portsmouth          | prestito                     |
| C                | Alfie Devine          | Preston N.E.        | prestito                     |
| D                | Sergio Reguilón       |                     | svincolato                   |
| P                | Fraser Forster        |                     | svincolato                   |
| P                | Alfie Whiteman        |                     | svincolato                   |
| Altre operazioni |                       |                     |                              |
| R.               | Nome                  | da                  | Modalità                     |
| A                | Mathys Tel            | Bayern Monaco       | fine prestito                |
| D                | Kevin Danso           | Lens                | fine prestito                |
| A                | Timo Werner           | RB Lipsia           | fine prestito                |

### Sessione invernale
| Acquisti         | Acquisti         | Acquisti         | Acquisti         |
| R.               | Nome             | da               | Modalità         |
| Altre operazioni | Altre operazioni | Altre operazioni | Altre operazioni |
| R.               | Nome             | da               | Modalità         |
| ---------------- | ---------------- | ---------------- | ---------------- |

| Cessioni         | Cessioni         | Cessioni         | Cessioni         |
| R.               | Nome             | a                | Modalità         |
| Altre operazioni | Altre operazioni | Altre operazioni | Altre operazioni |
| R.               | Nome             | da               | Modalità         |
| ---------------- | ---------------- | ---------------- | ---------------- |

## Risultati

### Premier League
| Arbitro: | Oliver |

|                                     |           |  |
| Richarlison 10’, 60’ B. Johnson 66’ | Marcatori |  |

| Manchester 23 agosto 2025, ore 12:30 WEST 2ª giornata | Manchester City | – referto | Tottenham | City of Manchester Stadium |

| Londra 3ª giornata | Tottenham | – referto | Bournemouth | Tottenham Hotspur Stadium |

| Londra 4ª giornata | West Ham Utd | – referto | Tottenham | London Stadium |

| Brighton 5ª giornata | Brighton | – referto | Tottenham | AMEX Stadium |

| Londra 6ª giornata | Tottenham | – referto | Wolverhampton | Tottenham Hotspur Stadium |

| Leeds 7ª giornata | Leeds Utd | – referto | Tottenham | Elland Road |

| Londra 8ª giornata | Tottenham | – referto | Aston Villa | Tottenham Hotspur Stadium |

| Liverpool 9ª giornata | Everton | – referto | Tottenham | Everton Stadium |

| Londra 10ª giornata | Tottenham | – referto | Chelsea | Tottenham Hotspur Stadium |

| Londra 11ª giornata | Tottenham | – referto | Manchester Utd | Tottenham Hotspur Stadium |

| Londra 12ª giornata | Arsenal | – referto | Tottenham | Emirates Stadium |

| Londra 13ª giornata | Tottenham | – referto | Fulham | Tottenham Hotspur Stadium |

| Newcastle upon Tyne 14ª giornata | Newcastle Utd | – referto | Tottenham | St James' Park |

| Londra 15ª giornata | Tottenham | – referto | Brentford | Tottenham Hotspur Stadium |

| West Bridgford 16ª giornata | Nottingham Forest | – referto | Tottenham | City Ground |

| Londra 17ª giornata | Tottenham | – referto | Liverpool | Tottenham Hotspur Stadium |

| Londra 18ª giornata | Crystal Palace | – referto | Tottenham | Selhurst Park |

| Brentford 19ª giornata | Brentford | – referto | Tottenham | Brentford Community Stadium |

| Londra 20ª giornata | Tottenham | – referto | Sunderland | Tottenham Hotspur Stadium |

| Bournemouth 21ª giornata | Bournemouth | – referto | Tottenham | Vitality Stadium |

| Londra 22ª giornata | Tottenham | – referto | West Ham Utd | Tottenham Hotspur Stadium |

| Burnley 23ª giornata | Burnley | – referto | Tottenham | Turf Moor |

| Londra 24ª giornata | Tottenham | – referto | Manchester City | Tottenham Hotspur Stadium |

| Manchester 25ª giornata | Manchester Utd | – referto | Tottenham | Old Trafford |

| Londra 26ª giornata | Tottenham | – referto | Newcastle Utd | Tottenham Hotspur Stadium |

| Londra 27ª giornata | Tottenham | – referto | Arsenal | Tottenham Hotspur Stadium |

| Hammersmith e Fulham 28ª giornata | Fulham | – referto | Tottenham | Craven Cottage |

| Londra 29ª giornata | Tottenham | – referto | Crystal Palace | Tottenham Hotspur Stadium |

| Liverpool 30ª giornata | Liverpool | – referto | Tottenham | Anfield |

| Londra 31ª giornata | Tottenham | – referto | Nottingham Forest | Tottenham Hotspur Stadium |

| Sunderland 32ª giornata | Sunderland | – referto | Tottenham | Stadium of Light |

| Londra 33ª giornata | Tottenham | – referto | Brighton | Tottenham Hotspur Stadium |

| Wolverhampton 34ª giornata | Wolverhampton | – referto | Tottenham | Molineux Stadium |

| Birmingham 35ª giornata | Aston Villa | – referto | Tottenham | Villa Park |

| Londra 36ª giornata | Tottenham | – referto | Leeds Utd | Tottenham Hotspur Stadium |

| Londra 37ª giornata | Chelsea | – referto | Tottenham | Stamford Bridge |

| Londra 38ª giornata | Tottenham | – referto | Everton | Tottenham Hotspur Stadium |

### Supercoppa UEFA
| Arbitro: | Pinheiro |

|                                  |                      |                                        |
| Lee 85’ Ramos 90+4’              | Marcatori            | 39’ Van de Ven 48’ Romero              |
| Vitinha Ramos Dembélé Lee Mendes | Tiri di rigore 4 – 3 | Solanke Bentancur Van de Ven Tel Porro |

## Statistiche

### Statistiche di squadra
| Competizione     | Punti | In casa | In casa | In casa | In casa | In casa | In casa | In trasferta | In trasferta | In trasferta | In trasferta | In trasferta | In trasferta | In campo neutro | In campo neutro | In campo neutro | In campo neutro | In campo neutro | In campo neutro | Totale | Totale | Totale | Totale | Totale | Totale | DR |
| Competizione     | Punti | G       | V       | N       | P       | Gf      | Gs      | G            | V            | N            | P            | Gf           | Gs           | G               | V               | N               | P               | Gf              | Gs              | G      | V      | N      | P      | Gf     | Gs     | DR |
| ---------------- | ----- | ------- | ------- | ------- | ------- | ------- | ------- | ------------ | ------------ | ------------ | ------------ | ------------ | ------------ | --------------- | --------------- | --------------- | --------------- | --------------- | --------------- | ------ | ------ | ------ | ------ | ------ | ------ | -- |
| Premier League   | 3     | 1       | 1       | 0       | 0       | 3       | 0       |              |              |              |              |              |              | -               | -               | -               | -               | -               | -               | 1      | 1      | 0      | 0      | 3      | 0      | +3 |
| FA Cup           | -     |         |         |         |         |         |         |              |              |              |              |              |              | -               | -               | -               | -               | -               | -               |        |        |        |        |        |        |    |
| EFL Cup          | -     |         |         |         |         |         |         |              |              |              |              |              |              | -               | -               | -               | -               | -               | -               |        |        |        |        |        |        |    |
| Champions League | -     |         |         |         |         |         |         |              |              |              |              |              |              | -               | -               | -               | -               | -               | -               |        |        |        |        |        |        |    |
| Supercoppa UEFA  | -     | -       | -       | -       | -       | -       | -       | -            | -            | -            | -            | -            | -            | 1               | 0               | 1               | 0               | 2               | 2               | 1      | 0      | 1      | 0      | 2      | 2      | 0  |
| Totale           | -     | 1       | 1       | 0       | 0       | 3       | 0       |              |              |              |              |              |              | 1               | 0               | 1               | 0               | 2               | 2               | 2      | 1      | 1      | 0      | 5      | 2      | +3 |

### Andamento in campionato
| Giornata  | 1 | 2 | 3 | 4 | 5 | 6 | 7 | 8 | 9 | 10 | 11 | 12 | 13 | 14 | 15 | 16 | 17 | 18 | 19 | 20 | 21 | 22 | 23 | 24 | 25 | 26 | 27 | 28 | 29 | 30 | 31 | 32 | 33 | 34 | 35 | 36 | 37 | 38 |
| --------- | - | - | - | - | - | - | - | - | - | -- | -- | -- | -- | -- | -- | -- | -- | -- | -- | -- | -- | -- | -- | -- | -- | -- | -- | -- | -- | -- | -- | -- | -- | -- | -- | -- | -- | -- |
| Luogo     | C | T | C | T | T | C | T | C | T | C  | C  | T  | C  | T  | C  | T  | C  | T  | T  | C  | T  | C  | T  | C  | T  | C  | C  | T  | C  | T  | C  | T  | C  | T  | T  | C  | T  | C  |
| Risultato | V |   |   |   |   |   |   |   |   |    |    |    |    |    |    |    |    |    |    |    |    |    |    |    |    |    |    |    |    |    |    |    |    |    |    |    |    |    |
| Posizione | 2 |   |   |   |   |   |   |   |   |    |    |    |    |    |    |    |    |    |    |    |    |    |    |    |    |    |    |    |    |    |    |    |    |    |    |    |    |    |

Legenda:

Luogo: C = Casa; T = Trasferta. Risultato: V = Vittoria; N = Pareggio; P = Sconfitta.

### Andamento in Champions League
| Giornata  | 1 | 2 | 3 | 4 | 5 | 6 | 7 | 8 |
| --------- | - | - | - | - | - | - | - | - |
| Luogo     |   |   |   |   |   |   |   |   |
| Risultato |   |   |   |   |   |   |   |   |
| Posizione |   |   |   |   |   |   |   |   |

Legenda:

Luogo: C = Casa; T = Trasferta. Risultato: V = Vittoria; N = Pareggio; P = Sconfitta.

### Statistiche dei giocatori
Sono in corsivo i calciatori che hanno lasciato la società a stagione in corso.
| Giocatore     | Premier League | Premier League | Premier League | Premier League | FA Cup+League Cup | FA Cup+League Cup | FA Cup+League Cup | FA Cup+League Cup | Champions League | Champions League | Champions League | Champions League | Supercoppa UEFA | Supercoppa UEFA | Supercoppa UEFA | Supercoppa UEFA | Totale   | Totale | Totale      | Totale     |
| Giocatore     | Presenze       | Reti           | Ammonizioni    | Espulsioni     | Presenze          | Reti              | Ammonizioni       | Espulsioni        | Presenze         | Reti             | Ammonizioni      | Espulsioni       | Presenze        | Reti            | Ammonizioni     | Espulsioni      | Presenze | Reti   | Ammonizioni | Espulsioni |
| ------------- | -------------- | -------------- | -------------- | -------------- | ----------------- | ----------------- | ----------------- | ----------------- | ---------------- | ---------------- | ---------------- | ---------------- | --------------- | --------------- | --------------- | --------------- | -------- | ------ | ----------- | ---------- |
| B. Austin     | 0              | -0             | 0              | 0              | 0                 | -0                | 0                 | 0                 | 0                | -0               | 0                | 0                | 0               | -0              | 0               | 0               | 0        | -0     | 0           | 0          |
| R. Bentancur  | 1              | 0              | 0              | 0              | 0                 | 0                 | 0                 | 0                 | 0                | 0                | 0                | 0                | 1               | 0               | 0               | 0               | 2        | 0      | 0           | 0          |
| L. Bergvall   | 1              | 0              | 0              | 0              | 0                 | 0                 | 0                 | 0                 | 0                | 0                | 0                | 0                | 1               | 0               | 0               | 0               | 2        | 0      | 0           | 0          |
| Y. Bissouma   | 0              | 0              | 0              | 0              | 0                 | 0                 | 0                 | 0                 | 0                | 0                | 0                | 0                | 0               | 0               | 0               | 0               | 0        | 0      | 0           | 0          |
| K. Danso      | 0              | 0              | 0              | 0              | 0                 | 0                 | 0                 | 0                 | 0                | 0                | 0                | 0                | 1               | 0               | 1               | 0               | 1        | 0      | 1           | 0          |
| B. Davies     | 0              | 0              | 0              | 0              | 0                 | 0                 | 0                 | 0                 | 0                | 0                | 0                | 0                | 0               | 0               | 0               | 0               | 0        | 0      | 0           | 0          |
| R. Drăgușin   | 0              | 0              | 0              | 0              | 0                 | 0                 | 0                 | 0                 | 0                | 0                | 0                | 0                | 0               | 0               | 0               | 0               | 0        | 0      | 0           | 0          |
| F. Forster    | 0              | 0              | 0              | 0              | 0                 | 0                 | 0                 | 0                 | 0                | 0                | 0                | 0                | 0               | 0               | 0               | 0               | 0        | 0      | 0           | 0          |
| A. Gray       | 1              | 0              | 0              | 0              | 0                 | 0                 | 0                 | 0                 | 0                | 0                | 0                | 0                | 1               | 0               | 0               | 0               | 2        | 0      | 0           | 0          |
| B. Johnson    | 1              | 1              | 0              | 0              | 0                 | 0                 | 0                 | 0                 | 0                | 0                | 0                | 0                | 0               | 0               | 0               | 0               | 1        | 1      | 0           | 0          |
| A. Kinský     | 0              | -0             | 0              | 0              | 0                 | -0                | 0                 | 0                 | 0                | -0               | 0                | 0                | 0               | 0               | 0               | 0               | 0        | 0      | 0           | 0          |
| M. Kudus      | 1              | 0              | 0              | 0              | 0                 | 0                 | 0                 | 0                 | 0                | 0                | 0                | 0                | 1               | 0               | 0               | 0               | 2        | 0      | 0           | 0          |
| D. Kulusevski | 0              | 0              | 0              | 0              | 0                 | 0                 | 0                 | 0                 | 0                | 0                | 0                | 0                | 0               | 0               | 0               | 0               | 0        | 0      | 0           | 0          |
| J. Maddison   | 0              | 0              | 0              | 0              | 0                 | 0                 | 0                 | 0                 | 0                | 0                | 0                | 0                | 0               | 0               | 0               | 0               | 0        | 0      | 0           | 0          |
| W. Odobert    | 1              | 0              | 0              | 0              | 0                 | 0                 | 0                 | 0                 | 0                | 0                | 0                | 0                | 0               | 0               | 0               | 0               | 1        | 0      | 0           | 0          |
| J. Palhinha   | 1              | 0              | 0              | 0              | 0                 | 0                 | 0                 | 0                 | 0                | 0                | 0                | 0                | 1               | 0               | 0               | 0               | 2        | 0      | 0           | 0          |
| P. Porro      | 1              | 0              | 0              | 0              | 0                 | 0                 | 0                 | 0                 | 0                | 0                | 0                | 0                | 1               | 0               | 0               | 0               | 2        | 0      | 0           | 0          |
| Richarlison   | 1              | 2              | 0              | 0              | 0                 | 0                 | 0                 | 0                 | 0                | 0                | 0                | 0                | 1               | 0               | 1               | 0               | 2        | 2      | 1           | 0          |
| C. Romero     | 1              | 0              | 0              | 0              | 0                 | 0                 | 0                 | 0                 | 0                | 0                | 0                | 0                | 1               | 1               | 0               | 0               | 2        | 1      | 0           | 0          |
| P. M. Sarr    | 1              | 0              | 0              | 0              | 0                 | 0                 | 0                 | 0                 | 0                | 0                | 0                | 0                | 1               | 0               | 0               | 0               | 2        | 0      | 0           | 0          |
| D. Scarlett   | 0              | 0              | 0              | 0              | 0                 | 0                 | 0                 | 0                 | 0                | 0                | 0                | 0                | 0               | 0               | 0               | 0               | 0        | 0      | 0           | 0          |
| D. Solanke    | 1              | 0              | 0              | 0              | 0                 | 0                 | 0                 | 0                 | 0                | 0                | 0                | 0                | 1               | 0               | 0               | 0               | 2        | 0      | 0           | 0          |
| D. Spence     | 1              | 0              | 0              | 0              | 0                 | 0                 | 0                 | 0                 | 0                | 0                | 0                | 0                | 1               | 0               | 0               | 0               | 2        | 0      | 0           | 0          |
| M. Tel        | 1              | 0              | 0              | 0              | 0                 | 0                 | 0                 | 0                 | 0                | 0                | 0                | 0                | 1               | 0               | 0               | 0               | 2        | 0      | 0           | 0          |
| D. Udogie     | 0              | 0              | 0              | 0              | 0                 | 0                 | 0                 | 0                 | 0                | 0                | 0                | 0                | 0               | 0               | 0               | 0               | 0        | 0      | 0           | 0          |
| M. Van de Ven | 1              | 0              | 0              | 0              | 0                 | 0                 | 0                 | 0                 | 0                | 0                | 0                | 0                | 1               | 1               | 0               | 0               | 2        | 1      | 0           | 0          |
| G. Vicario    | 1              | -0             | 0              | 0              | 0                 | -0                | 0                 | 0                 | 0                | -0               | 0                | 0                | 1               | -2              | 0               | 0               | 2        | -2     | 0           | 0          |